# Okręg wyborczy Kingsford Smith
Okręg wyborczy Kingsford Smith (ang. Division of Kingsford Smith) – jednomandatowy okręg wyborczy do Izby Reprezentantów Australii, położony w stanie Nowa Południowa Walia.
Pierwsze wybory odbyły się w nim w 1949 roku, a jego patronem jest pilot Charles Kingsford Smith (1897–1935).
Od 2013 roku posłem z tego okręgu był Matt Thistlethwaite z Australijskiej Partii Pracy.

## Lista posłów
Lista posłów z okręgu Kingsford Smith:
| okres urzędowania | poseł               | przynależność             |
| ----------------- | ------------------- | ------------------------- |
| 1949–1955         | Gordon Anderson     | Australijska Partia Pracy |
| 1955–1969         | Dan Curtin          | Australijska Partia Pracy |
| 1969–1990         | Lionel Bowen        | Australijska Partia Pracy |
| 1990–2004         | Laurie Brereton     | Australijska Partia Pracy |
| 2004–2013         | Peter Garrett       | Australijska Partia Pracy |
| od 2013           | Matt Thistlethwaite | Australijska Partia Pracy |